# Blekgul lövmätare
Blekgul lövmätare (Scopula floslactata) är en fjärilsart som beskrevs av Adrian Hardy Haworth 1809. Blekgul lövmätare ingår i släktet Scopula och familjen mätare, Geometridae.  En underart finns listad i Catalogue of Life, Scopula floslactata scotica Cockayne, 1951. Blekgul lövmätare är reproducerande i Sverige.

## Bildgalleri

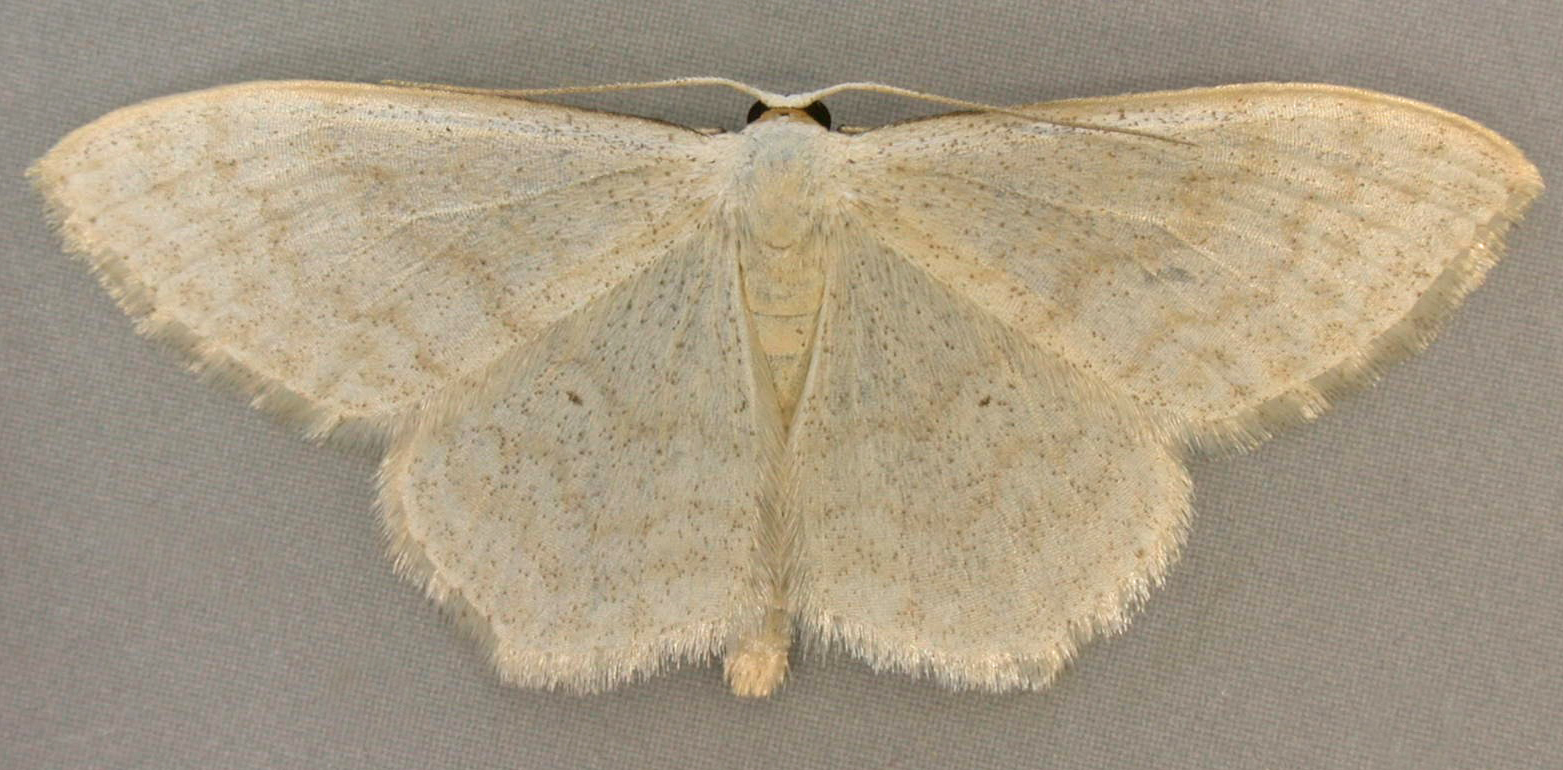
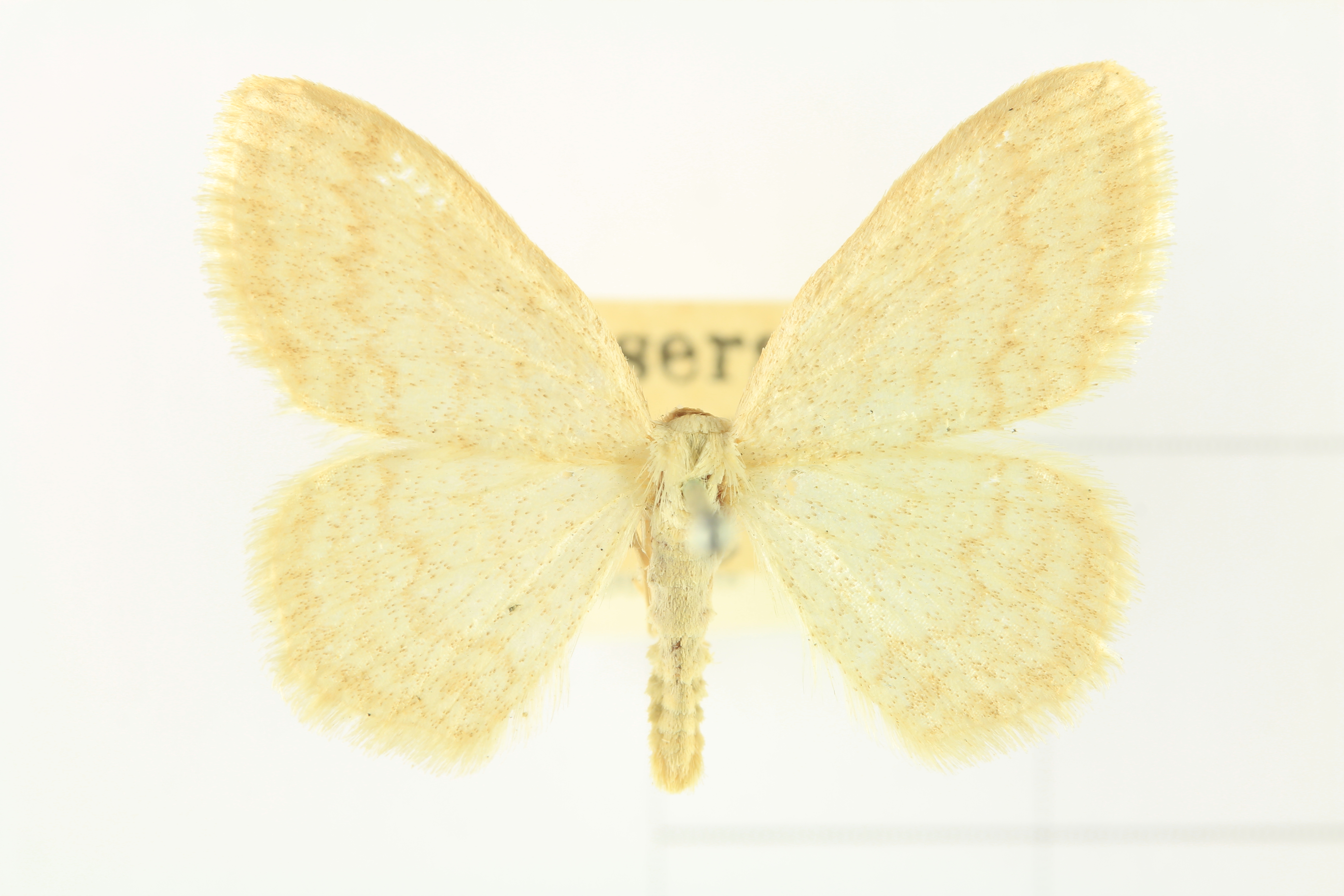
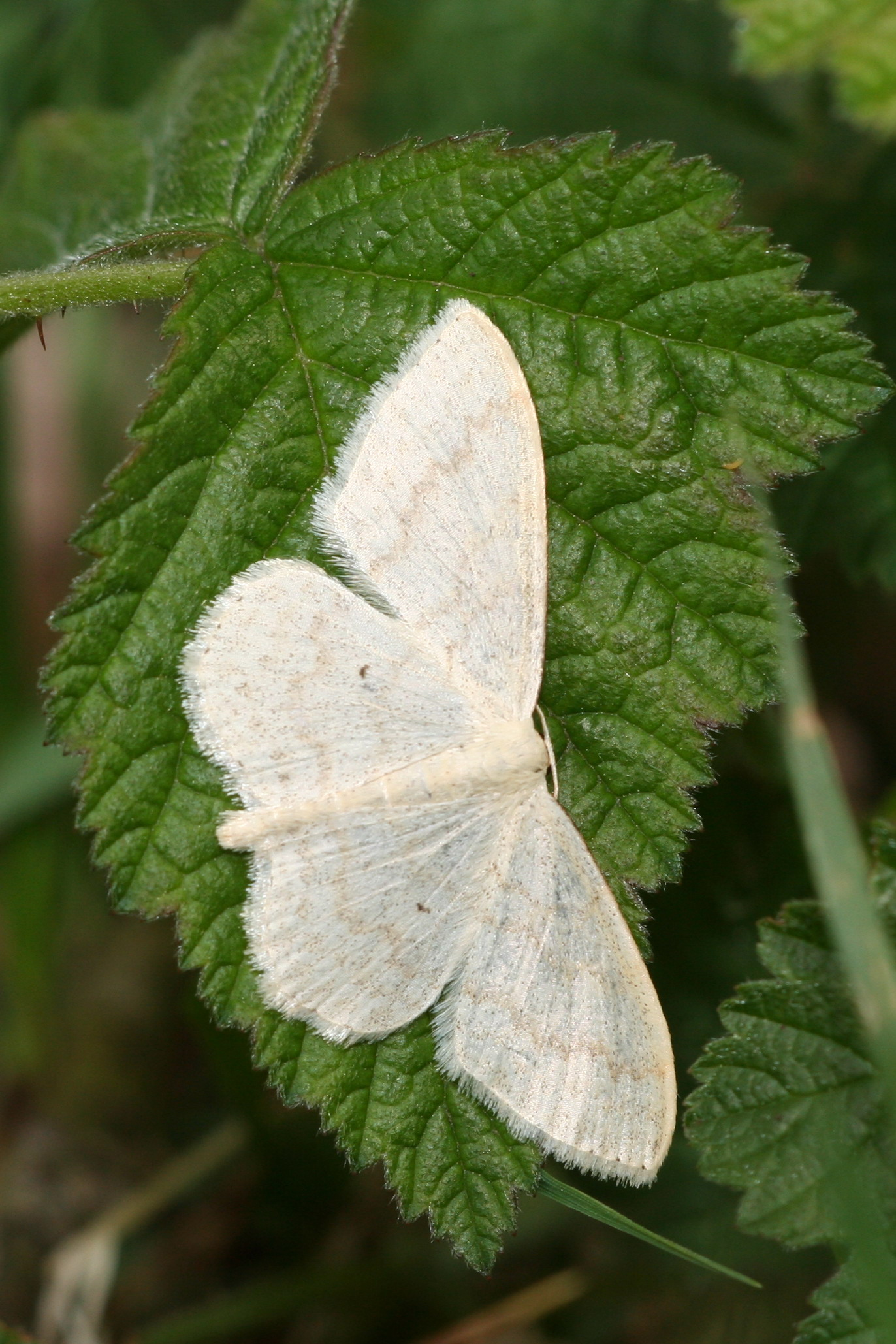